# Ростовский независимый драматический театр
Ростовский независимый драматический театр (РНДТ) — репертуарный негосударственный драматический театр, основанный 9 марта 2013 года. Художественным руководителем театра является Илья Костинкин — театральный и кинорежиссёр, актёр, сценарист, член союза журналистов.

## О театре
Театр выступает с различными постановками — от классики до модерна. Упор в репертуаре ставится на классические спектакли в оригинальном прочтении и элементами современного жанра. Так же театр сотрудничает с молодыми авторами, чьи пьесы с успехом идут на сцене. Репертуарная политика рассчитана на самые различные социальные и возрастные группы населения. РНДТ имеет постоянную профессиональную труппу, полное техническое оснащение и свою камерную площадку, находящуюся в спальном районе города.
При театре открыты курсы актерского мастерства для взрослых и детей.

## Репертуар
- «Случай в зоопарке» (по пьесе Э.Олби «Что случилось в зоопарке?»)
- «Мертвые души» (Н. В. Гоголь)
- «Лифт» (романтическая комедия М.Балаян)
- «Чайка» (А. П. Чехов)
- «На дне» (М.Горький)
- Мюзикл «Ревизор» (Н. В. Гоголь)
- «Он, она и его жена» (комедия по пьесе М.Заславской)
- «Записки покойника» (по произведению М.Булгакова «Театральный роман»)
- «Четверо» (лирическая комедия по пьесе М.Балаян)
- «Иду на Вы!» (историческая драма по произведению М.Задорнова и М.Крупина)
- «Преступление и наказание» (Ф. М. Достоевский)